# Slovenec (celovški časnik)
Slovenec je bil mladoslovenski politični časnik, ki je izhajal v Celovcu v letih 1865–1867.
Časnik je nastal na pobudo nekaterih voditeljev, ki niso bili zadovoljni z Bleiweisovim urejevanjem Kmetijskih in rokodelskih novic. Izdajal ga je koroški duhovnik in politik Andrej Einspieler, urejal pa Janez Božič. Celovški Slovenec je izhajal od 14. januarja 1865 do 25. aprila 1867, in sicer sprva dvakrat (sreda, sobota) in od decembra leta 1866 trikrat tedensko (torek, četrtek, sobota).